# 135-ös busz (Budapest, 1982–1995)
A budapesti 135-ös jelzésű autóbusz Kőbánya-Kispest, MÁV-állomás és Pestszentlőrinc, MÁV-állomás között közlekedett. A vonalat a Budapesti Közlekedési Vállalat üzemeltette.

## Története
1982. április 1-jén indult a 135-ös busz pótlására Kőbánya-Kispest, MÁV-állomás és Pestlőrinc, MÁV-állomás között. 1995. február 5-én először lerövidítették az üzemidejét, majd július 31-én takarékossági okokra hivatkozva megszűnt.

## Megállóhelyei
| 0 | Kőbánya-Kispest, MÁV-állomás végállomás         | 9 | 35, 48, 51, 68, 80, 82, 82A, 85, 85, 93, 93, 98, 136 Kőbánya-Kispest |
| ∫ | Soós utca                                       | 8 | 48, 51, 68                                                           |
| 1 | Kossuth tér (↓) Simonyi Zsigmond utca (↑)       | 7 | 50 48, 51, 68, 93                                                    |
| 2 | Kossuth Lajos utca (↓) Táncsics Mihály utca (↑) | 6 | 50 35, 93                                                            |
| 3 | Hofherr Albert utca                             | 5 | 50 35, 36, 93                                                        |
| 4 | Margó Tivadar utca (↓) Bethlen utca (↑)         | 4 | 50 93, 136                                                           |
| 5 | Lakatos út (↓) Üllői út (↑)                     | 3 | 50 36, 93, 136                                                       |
| 6 | Dolgozó út                                      | 2 | 36, 82, 82A, 136                                                     |
| 7 | Jegenye fasor (↓) Lakatos út (↑)                | 1 | 17, 17, 36, 80, 93, 95, 98, 136                                      |
| 8 | Pestszentlőrinc, MÁV-állomás végállomás         | 0 | 17, 17, 36, 80, 136 Pestszentlőrinc                                  |